# Sanktuarium Maryjne w Górzycy
Sanktuarium Maryjne w Górzycy – nieistniejące sanktuarium maryjne w Górzycy w województwie lubuskim.
Dzieje sanktuarium w Górzycy są słabo udokumentowane źródłowo aż do połowy XVI wieku, czyli do czasu jego likwidacji przez protestantów na polecenie margrabiego Jana z Kostrzyna.
Prawdopodobnie w sanktuarium górzyckim znajdowały się dwa cudowne wizerunki Maryi: rzeźba wykonana z białego marmuru oraz obraz lub płaskorzeźba drewniana. Nie jest znana data określająca początki sanktuarium - pewne przesłanki pozwalają na domysł, że wizerunki Maryi zostały przeniesione do Górzycy około 1276 z pobliskiego Pamięcina, którego niemiecka nazwa została po 1945 źle spolszczona (niemiecki Frauendorf, czyli "wieś Pani", to dawny polski Panięcin). Lokalizacja w Górzycy sanktuarium maryjnego dawnej diecezji lubuskiej mogła dokonać się równocześnie z przeniesieniem do tej miejscowości stolicy diecezji, co miało miejsce w latach 1276–1290.